# Garitépé
Garitépé est un village d'Azerbaïdjan situé dans le raion de Khojavend. Elle compte 171 habitants en 2005.